# Lugasépítő-félék

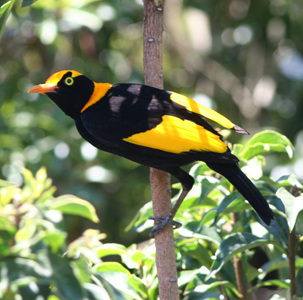
Bársonyos aranymadár (Sericulus chrysocephalus) hímje az egyik legszínesebb faj a családból

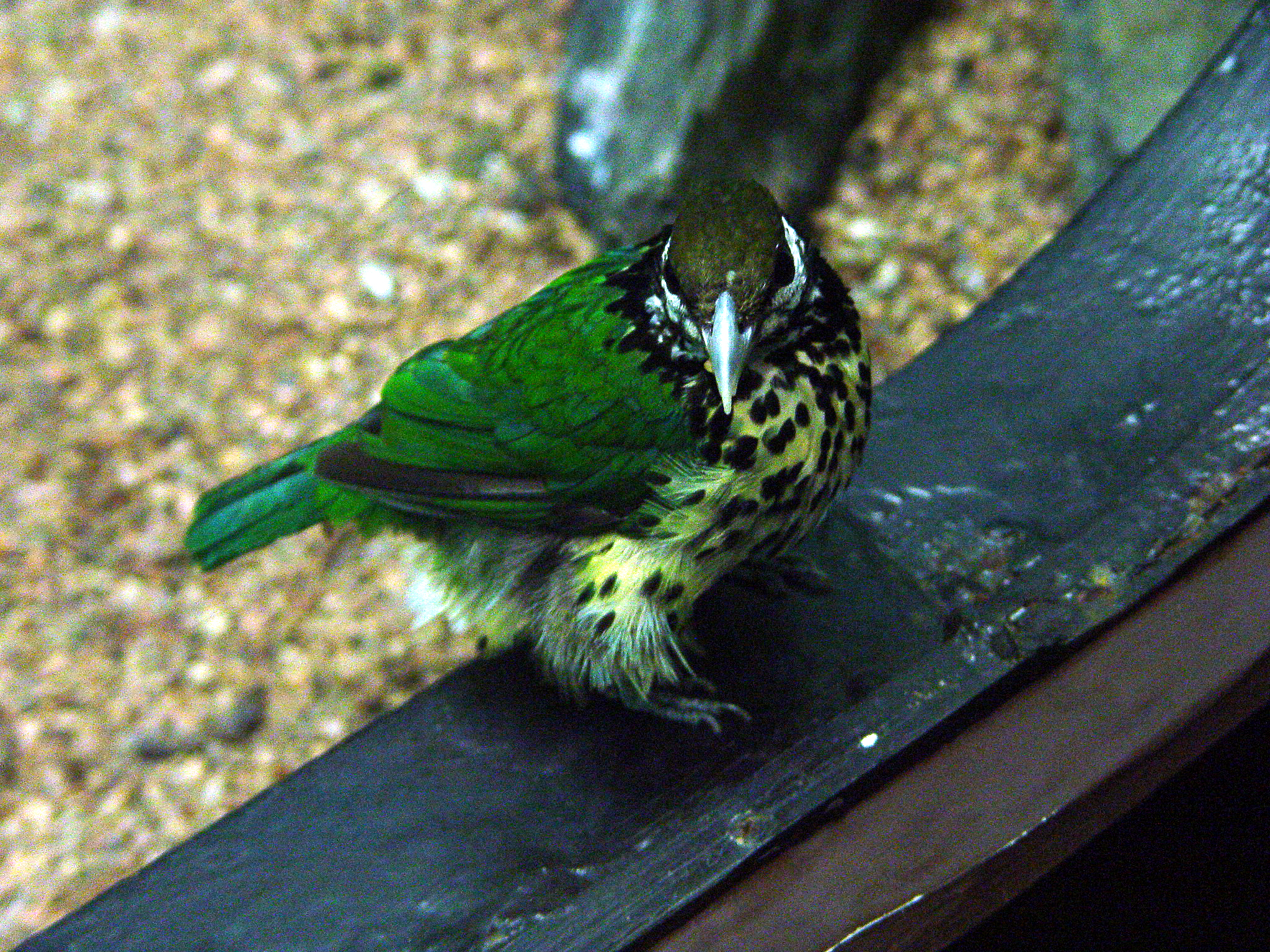
A fehérfülű nyávogómadár (Ailuroedus buccoides) egyike a kevés monogám módon élő lugasépítő fajnak.

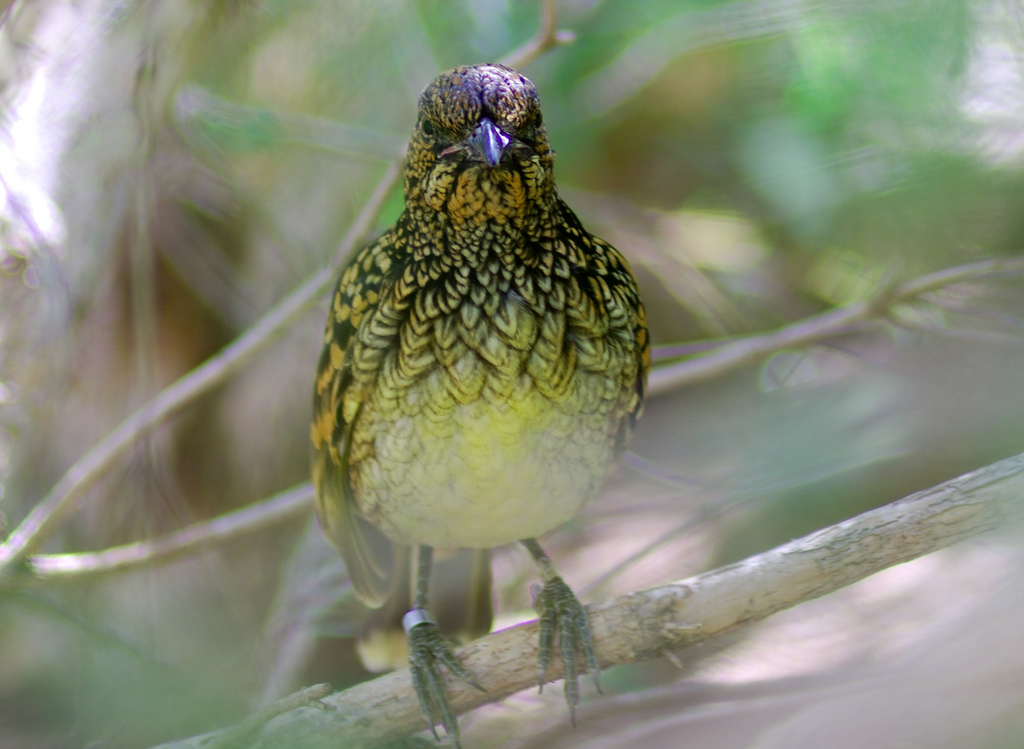
A nyugati lugasépítőnek (Chlamydera guttata) viszonylag egyszerű tollazata van. Mivel a lugasépítőknél a tollazat színpompája és a lugas kidolgozottsága fordított arányosságban van egymással, ebből következően ez a faj is eléggé összetett lugast épít.

A lugasépítő-félék (Ptilonorhynchidae) a madarak osztályának verébalakúak (Passeriformes) rendjébe tartozó család. Nyolc nem és húsz faj tartozik a családba.
A lugasépítők erős lábú, erős csőrű, zömök felépítésű madarak. Mérettartományuk a seregély nagyságútól a varjú méretűig terjed. a családhoz 3 monogám faj valamint 17 poligám szaporodású faj tartozik. Ez utóbbiak hímjei a tulajdonképpeni lugasépítők.
Lugasaik annyira összetettek és dekoráltak, hogy a korai európai felfedezők nem is hitték el, hogy ezek madarak művei. Azt hitték, hogy a helyi bennszülöttek készítették őket gyermekeik szórakoztatására. 
Az új-guineai bennszülöttek ma is csodálattal tekintenek a madarak munkáira és úgy vélik, hogy azok egyenértékűek azzal a nászadománnyal, amit ők ajánlanak fel asszonyaikért.

## Rendszerezésük
A családba az alábbi nemek tartoznak:
- Ailuroedus  – 3 faj
- Scenopooetes – 1 faj
- Amblyornis  – 6 faj - a Prionodura és az Archboldia nembe tartó fajokat áthelyezték ide
- Sericulus – 4 faj
- Ptilonorhynchus – 1 faj
- Chlamydera  – 5 faj

A Turnagra Lesson, 1837 madárnemet, újabban áthelyezték a sárgarigófélék (Oriolidae) családjába, mivel genetikailag a Sphecotheres-fajokkal áll közelebbi rokonságban.

## Előfordulásuk
A család elterjedési területe Ausztráliára és Új-Guinea szigetére korlátozódik. 10 fajuk kizárólag Új-Guineán él (ott a szigetnek mind az indonéz, mind a pápua új-guineai felén előfordulnak), míg 8 csupán Ausztráliában őshonos. Mindössze 2 fajuk fordul elő mindkét területen, a feketefülű nyávogómadár (Ailuroedus melanotis) és a vörhenyeshasú lugasépítő (Chlamydera cerviniventris).

### Elterjedésük
Sok fajuk elterjedési területe egészen kicsi. A pirosgalléros aranymadár (Sericulus bakeri) például Új-Guinea szigetén is csak az Adalbert-hegységben él. Az ausztrál fajok közül viszonylag kicsi elterjedési területe van a fogascsőrű nyávogómadárnak (Scenopoeetes dentirostris), mely kizárólag az Atherton-táblavidék 900 méternél magasabban fekvő erdeiben honos Queenslandben.
Vannak közöttük azonban óriási elterjedési területtel bíró fajok is, mint például bóbitás aranymadár (Sericulus aureus) Új-Guineában vagy a pártás lugasépítő (Chlamydera maculata) Ausztráliában.

### Élőhelyük
Élőhelyük alapján a család zöme erdei madár. Ezek nedves trópusi és hegyi esőerdőkben, erdők szegélyén élnek. A Chlamydera nem öt faja azonban a családból egyedülállóan szárazabb helyeken él, füves pusztákon, sőt félsivatagi körülmények között is előfordulhatnak.

## Megjelenésük
A család legnagyobb testű képviselője a mályvapártás lugasépítő (Chlamydera nuchalis), míg legkisebb az oszlopépítő kertészmadár (Prionodura newtoniana).
A hímek a legtöbb fajnál nagyobbak a tojóknál. A családhoz tartozó 20 faj képviselői mintegy 50-60 különféle tollazatot hordhatnak, mely jól jelzi, hogy az idetartozó fajok többségénél lényeges mértékű ivari dimorfizmus figyelhető meg. A legtöbb fajnál a kifejlett hímek és tojók tollazata különbözik, de több fajnál a fiatal hímeknek is másfajta tollruhája van. Kivételt képeznek az Ailuroedus nembe sorolta monogám nyávogómadarak, ahol mindkét ivar megjelenése azonos.

## Életmódjuk
A lugasépítők többsége főként gyümölcsevő, de fogyasztanak virágokat, nektárt, leveleket és ízeltlábúakat is. Igazi táplálékspecialista nincs közöttük. A bársonyos aranymadár (Sericulus chrysocephalus) csőre finomabb felépítésű, mint a többi fajé, mivel ez a madár részben a virágból való nektárszívásra módosult. Részlegesen táplálékspecialista faj a fogascsőrű nyávogómadár (Scenopoeetes dentirostris) is, melynek erőteljes, fogazott szélű csőre a lomblevelek fogyasztása miatt alakult ki.

## Szaporodásuk
A lugasépítő madarak legfőbb különlegességei a szaporodási szokásaik. 
A család képviselőit két csoportba lehet sorolni. Az az Ailuroedus nembe sorolta nyávogómadarak monogám szaporodási rendszerben élnek. Náluk mindkét ivar fizikai megjelenése azonos. A párok egész éven át védik territóriumukat és a párok több éven keresztül, vagy akár egész életükön át kitartanak egymás mellett. A hímek nem vesznek részt a fészeképítésben és a kotlásban, de a fiókákat együtt nevelik fel a tojókkal.
Az összes többi faj poligám szaporodási rendszerben él. A hímeknek csak az udvarlás és a párzás során van kapcsolatuk a tojókkal. A tojók egyedül építik meg fészküket, egyedül kotlanak és a kikelő fiókákat is egyedül nevelik fel. 
A poligám fajok közül a fogascsőrű nyávogómadár (Scenopoeetes dentirostris) és a Chlamydera nembe sorolt száraz élőhelyeken élő fajoknál az ivari dimorfizmus mértéke csekély (a fogascsőrű nyávogómadárnál nincs is ivari dimorfizmus). Az erdőlakó fajoknál azonban többnyire erősen fejlett az ivari dimorfizmus. A tojók majd mindegyik fajnál egyszerű barnás vagy zöldesbarnás színűek, míg a hímek között akadnak élénk színezetű vörösek, sárgák és kékek is.
A poligám fajok sajátságos szokásuk, hogy a tojók odacsábítására lugasszerű építményeket emelnek. Erről a szokásukról kapta a család is a nevét.
Az ivari dimorfizmust mutató, poligám fajok esetében a hím egyed semmilyen részt nem vállal az utódgondozásban. A lugasépítés valószínűleg a dürgési magatartás evolúciójával kapcsolatos, de a mai napig vita tárgya, hogy hogyan működik a szelekció abban az esetben, ha a hímek csak hímivarsejteket adnak a nősténynek, egyéb módon nem vesznek részt családi életben. A jó gének kiválasztása így nem köthető a hím utódnevelési tulajdonságaihoz, a következő generáció fennmaradása és továbbélése nem kapcsolódik hozzá a hím személyéhez.
A lugasépítő hímek mindig megpróbálják lerombolni a rivális hímek lugasait, és ellopni azok díszítményeit. Gerald Borgia felvetése szerint a hímeknek az a képessége, hogy felépítenek és megvédenek egy-egy lugast, arra szolgál, hogy a családalapító képességet jelezze a nőstény felé. Borgia 1985-ös megfigyelései szerint volt olyan hím, amelyik 33-szor is párosodott, mások egyszer sem, hiába építettek lugast. A lugasok minőség szerinti osztályzása során a minőség és a párosodás gyakorisága között egyértelmű összefüggést talált. A díszítmények száma és mérete ugyancsak szoros összefüggésben áll a sikeres párzások számával.

### Lugasaik

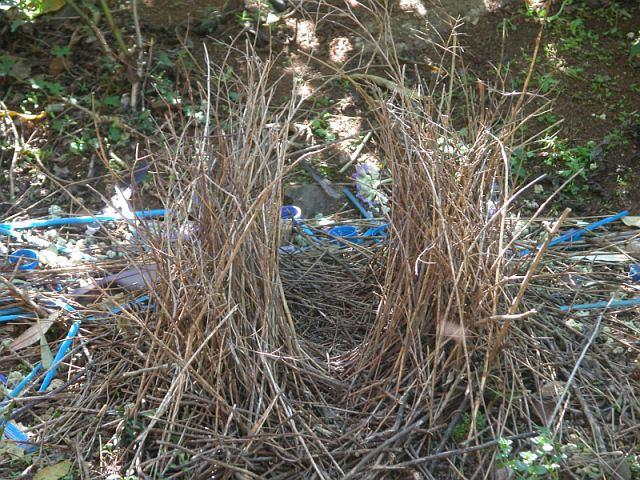
A selyemmadár (Ptilonorhynchus violaceus) „vesszőfolyosó-lugasa” az egyik leginkább kidolgozott a harmadik típusba tartozó klasszikus lugasok közül.

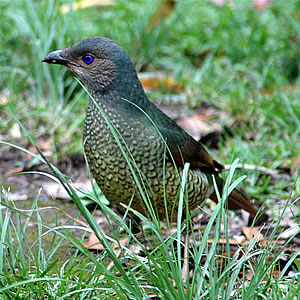
A selyemmadár tojója viszonylag egyszerű tollazatú, mint a nőstény lugasépítők általában.

Lugasaiknak három fő típusa ismeretes.
Az első típushoz két faj tartozik, itt lugas nincs is, csak egy dürgőterületnek megtisztított folt az erdő talaján. Az egyik faj friss levelekkel rakja ki, ez a fogascsőrű nyávogómadár (Scenopoeetes dentirostris), a másik csigaházakkal díszített páfrányszőnyeget készít, sőt a közeli fákra zuzmókat aggat, ez az Archbold-lugasépítő (Archboldia papuensis).
A második típus, az úgynevezett „májusfa”, melyet az oszlopépítő kertészmadár (Prionodura newtoniana), valamint a Sanford-lugasépítő (Archboldia sanfordi) és az Amblyornis fajok építenek. A „májusfa”-lugas tipikus formája vékony faoszlopból áll, mely köré függőlegesen, toronyszerűen rakják a hímek a díszként szolgáló ágakat. Az oszlop tengelye többnyire élő facsemete.
Az Amblyornis nembe sorolt kertészmadaraknál fokozatos átmenetet lehet megfigyelni a lugas kidolgozottságában. A lugas felépítése és díszítése fordított arányosságban áll a madár tollazatának díszítettségével. A legegyszerűbb tornyot a viszonylag díszes tollazatú aranybóbitás kertészmadár (Amblyornis macgregoriae) építi. E fajnak a fején nagy méretű, felmereszthető aranyszínű bóbita látható. 
A narancsbóbitás kertészmadár (Amblyornis subalaris) bóbitája sokkal kisebb, lugasa viszont már összetettebb.
A legfejlettebb építményt (mely inkább kunyhószerű alkotmány előterében mohapárnával és rajta felhalmozott színes virágokkal, bogárpáncélokkal) a teljesen dísztelen, egyszerű barna tollazatú kertészmadár (Amblyornis inornatus) építi.
A kertészmadarak bóbitájának meglétére, méreteire és az adott lugassal való kapcsolatára először az 1960-as években figyeltek fel. Ekkor a negyedik faj, az üstökös kertészmadár (Amblyornis flavifrons) még felfedezésre várt az esőerdő mélyén. Miután felfedezték a madár külseje azt sugallta, hogy lugas  viszonylag egyszerű építmény. Amikor Irian Jaya eldugott esőerdeiben rátaláltak a faj lugasára, az valóban egyszerű májusfatorony volt, mely az aranybóbitás kertészmadár építményére emlékeztetett.
A harmadik lugastípus, az úgynevezett „vesszőfolyosó-lugas”, vagy fasor, amit a Sericulus, Ptilonorhynchus és Chlamydera fajok építenek. Ezen lugasok kettő párhuzamos, ágakból épített falból állnak. A viszonylag díszes tollazatú Sericulus fajok lugas a legegyszerűbb, az egyszerű tollazatú Chlamydera fajoké pedig a leginkább kidolgozott. Itt is megfigyelhető a madár tollazatának díszessége és a lugas kidolgozottsága között fennálló fordított arányosság. A Prionodura newtoniana (oszlopépítő kertészmadár) egyedülálló módon a két oszlopot keresztrúddal köti össze. Szintén egyedi jelenség a Chlamydera lauterbachi (sárgahasú lugasépítő) dürgőhelye, amely faj hímjei két, egymásra merőleges fasort építenek.
A hímek a lugast területük egyik kedvelt pontján állítják fel. A lugasok helyét a madarak évtizedekre lefoglalhatják. Ha elpusztul a lugast építő öreg hím egy fiatal madár többnyire azonnal elfoglalja a területet és ezentúl ő használja. 
A fiatal hímek öt-hat évig nem építenek saját lugast, csak megfigyelik más hímek munkáit. Később saját kezdetleges lugasokat építenek, hogy gyakorolják és finomítsák képességeiket.
A lugas építésének képessége nem veleszületett tulajdonság, hanem tanult képesség.
A díszes tollazatú hímeknél is ebben az átmeneti időszakban nem öltenek dísztollazatot a hímek, így az öreg hímek felismerik, hogy még nem riválisok a tojókért vívott harcban, így megtűrik őket lugasaik közelében és így tudnak tanulni a fiatal hímek.
A tojók többnyire territoriálisak, fészkük közvetlen környékét védelmezik más tojóktól. Egy-egy jól bevált fészkelőhelyet a tojók is évekig használhatnak. 
A fészek apró gallyakból áll, csésze alakú. Fészküket fákra építik, fajonként eltérő magasságba.
Tojásaik száma 1-3 között van. Kotlási idejük 21-27 nap. A fiókák 17-30 napig maradnak a fészekben.

## Természetvédelmi helyzetük
Ausztráliában több faj is elvesztette korábbi elterjedési területének egy részét, de egyelőre egyikük sem veszélyeztetett és populációik többnyire stabilak. Új-Guinea szigetén az Archbold-lugasépítőt (Archboldia papuensis) és a pirosgalléros aranymadarat (Sericulus bakeri) veszélyezteti némi élőhely átalakítás.
Ezen kívül a legtöbb faj számára mind Ausztráliában, mind Új-Guineán az elvadult házi macskák jelentik a legnagyobb veszélyforrást.

## Fordítás
Ez a szócikk részben vagy egészben  a   Bowerbird című angol Wikipédia-szócikk ezen változatának fordításán alapul.  Az eredeti cikk szerkesztőit annak laptörténete sorolja fel. Ez a jelzés csupán a megfogalmazás eredetét és a szerzői jogokat jelzi, nem szolgál a cikkben szereplő információk forrásmegjelöléseként.